# 踏实墓群
踏实墓群，位于中国甘肃省酒泉市瓜州县，为一个全国重点文物保护单位，类型为古墓葬。原为甘肃省文物保护单位。2013年3月，中国国务院公布为第七批全国重点文物保护单位（古墓葬）。
踏实墓群的历史年代为汉至魏、晋。